# Курт фон Готберг
Курт Гу́став Фрі́дріх Ва́льтер фон Го́тберг (нім. Curt Gustav Friedrich Walther von Gottberg; нар.11 лютого 1896, Пройсіш-Вільтен, нині Знаменське, Правдинський район, Калінінградська область, Росія — †31 травня 1945, біля Фленсбурга, Британська зона окупації, нині Федеративна Республіка Німеччина) — нацистський високопосадовець, обергрупенфюрер СС, генерал Ваффен-СС, генеральний комісар генеральної округи Білорусь, вищий начальник СС і поліції Центральної Росії та Білорусі, воєнний злочинець.

## Походження і освіта
Курт фон Готберг походив зі стародавнього східнопоморського дворянського роду. 1912 року він почав здобувати сільськогосподарську освіту.

## Перша світова війна
Готберг на початку Першої світової війни вступив добровольцем 2 серпня 1914 у прусську армію і до листопада 1918 брав участь у бойових діях. 1917 року через численні вогнепальні і осколкові поранення його було офіційно визнано «пораненим на війні». Відзначений Залізним хрестом II і І класу, він у званні лейтенанта аж до квітня 1920 року перебував на службі в райхсвері.

## Веймарська республіка
Після свого звільнення Готберг разом з іншими демобілізованими офіцерами рейхсверу вступив у бригаду морської піхоти «Ергардт». У листопаді 1923 року він узяв участь у мюнхенському пивному путчі.
1924 року повернувся у Пруссію, здобув сільськогосподарську освіту і до кінця 1920-х років був управителем маєтків у Кенігсберзі. У 1931 році він приєднався до штурмовиків, у лютому 1932 року влився до лав Націонал-соціалістичної робітничої партії Німеччини (членський квиток № 948.753), а у вересні 1932 року вступив в СС (членський квиток № 45.923).

## Доба нацизму
Махтерграйфунг 30 січня 1933 послужив потужним поштовхом до кар'єрного росту Курта фон Готберга. Невдовзі за цим сталися численні підвищення по службі в ієрархії СС. 6 листопада 1933 Готберга підвищили до штурмбанфюрера.

### Начальник резервної групи СС
Наприкінці 1933 Готберг став керівником резервних військ СС у вюртемберзькому Елльвангені. Творення військових частин як основи майбутніх Ваффен-СС спонукало керівництво СС покластися на військовослужбовців, вишколених Першою світовою війною.
1936 року Готберг перейняв командування 49-м полком СС у Брауншвейгу. Проте у січні 1936 року він після п'яної гульні спричинив аварію в чужому автомобілі. Ліву ногу Готберга довелося ампутувати по коліно. Гіммлер особисто замовив слівце за Готберга. Йому покрили вартість медичної доліковування і реабілітації, а також витрати на понівечений автомобіль. У липні 1937 року Гіммлер влаштував Готберга начальником Управління з питань поселень у Головному управлінні з питань раси і поселень СС. Однак ця діяльність давалася йому з трудом, оскільки його управлінський досвід обмежувався сільським господарством. Готберга замінили на Гюнтера Панке.

### Начальник Празького земельного управління
Влітку 1939 року Готберг виконував обов'язки керівника «Празького земельного управління» в протектораті Богемії і Моравії. Характер фінансової діяльності Готберга, що включала сумнівні оборудки, кредити приватним особам, відсутність контролю за підлеглими та збиткові ділові угоди на мільйони, призвів до гучного скандалу всередині Головного управління з питань раси і поселень СС. Керівник цього відомства Гюнтер Панке в листопаді 1939 року відправив Готберга у відставку.

### Облікове управління СС
Заборона на ведення діяльності і «домашній арешт» Готберга закінчилися після неодноразових втручань лише 1 жовтня 1940. Він став начальником облікового управління у Головному управлінні СС. Затяжний дисциплінарний процес у суді головного управління СС обернувся у квітні 1942 року реабілітацією Готберга. Хоча він і припустився «предметних помилок» і ним оволоділи «недоцільні нахили», але на його користь послужило те, що він діяв із «гідним уваги завзяттям», «цілковитою готовністю взяти на себе відповідальність» і «особистою самовіддачею».

### Начальник СС і поліції на Сході
Працюючи з червня 1942 року начальником СС і поліції Білорутенії, ставленик Гіммлера Готберг у жовтні 1942 — червні 1944 року зміг сповна розкрити свої «здібності есесівського керівника». Готберг став фахівцем із «заходів щодо боротьби з партизанами». Цілі райони оголошувалися «бандитським обширом» (партизанські загони називалися у документах нацистів бандами), їхніх жителів відселяли або вбивали, будинки знищували. Готберг розробив нові стратегії у придушенні партизанського руху на території Радянського Союзу. Шляхом частої послідовності диверсійно-розвідувальних операцій «бойова група Готберга» нападала з власної ініціативи на гадані бази партизанів. Із 14 березня 1943 Готберг був одночасно представником вищого начальника СС і поліції Центральної Росії Еріха фон Бах-Целевські, «представника райхсфюрера СС з питань боротьби з партизанами» або ж «начальника бойових протипартизантських з'єднань». 27 вересня 1943 він перебрав на себе повноваження загиблого в результаті вибуху бомби у Мінську 22 вересня 1943 року генерального комісара Білорутенії Вільгельма Кубе і до липня 1944 суміщував в одній особі найвищу цивільну і військову владу у Білорутенії.
«У вивільненому просторі», як твердив Готберг у наказі від 1 серпня 1943, «люди у майбутньому будуть на пташиних правах». Бойовий наказ Готберга від7 грудня 1942 звучав так: 
|  | Ворога слід убачати в кожному партизані, євреї, цигані. |

 З нагоди своєї першої операції «Нюрнберг» 5 грудня 1942 Готберг доповідав:
|  | Втрати противника вбитими: 799 бандитів, більш ніж 300 підозрюваних у партизанських діях і понад 1800 євреїв. [...] Власні втрати: 2 вбитих і 10 поранених. Вочевидь, удача усміхнулась. |

«Бойову групу Готберга» разом із зондеркомандою Дірлевангера і бригадою Камінського координував Бах-Целевські, відповідальний за незліченні масові вбивства цивільних осіб у Білорусі, наприклад, під час операції «Ернтефест І» (Свято урожаю І) з 18 по 26 січня 1943 з результат: 805 вбитих зі сторони противника, 1 165 покараних смертю при власних втратах у 6 убитих і 17 поранених та під час операції «Ернтефест II» (Свято урожаю ІІ), що тривала з 28 січня по 9 лютого 1943 і де було вбито 2 325 осіб противника при власних втратах у 5 убитих і 38 поранених. У листопаді 1943 року його бойова група вкупі з бойовою групою Фрідріха Єкельна, провела операцію «Генріх», яку довелося перервати через наступ радянських військ. Готберг також доклав зусиль до створення Білоруської Центральної Ради.
Одержавши за короткий час найвищі військові нагороди, Готберг за кілька днів до початку операції «Багратіон», що призвела до краху групи армій «Центр», був призначений 21 червня 1944 року вищим начальником СС і поліції Центральної Росії та Білорусі, а 30 червня 1944 його підвищили до обергрупенфюрера СС та генерала Ваффен-СС.

### Прикінцевий етап Третього Райху
Під час поспішного відступу з Білорусі підлеглі Готбергу есесівські і поліційні підрозділи було задіяно проти Червоної Армії. Незважаючи на загрозливе військове становище, частини Готберга знищили ще багато жителів Борисова та інших населених місць. Готберг відмовився підпорядкуватися військовому командуванню вермахту.
У березні 1945 року Готберг отримав від Гіммлера доручення стежити за німецькою залізничною мережею для виявлення дезертирства солдатів.

## Після війни
Після закінчення війни Готберга взяли в полон британські союзницькі війська. 31 травня 1945 року у Фленсбурзі він скоїв самогубство.

## Нагороди

### Перша світова війна
- Залізний хрест 2-го і 1-го класу
- Нагрудний знак «За поранення» в чорному

### Міжвоєнний період
- Цивільний знак СС (№ 34 209)
- Почесний хрест ветерана війни з мечами
- Почесний кут старих бійців
- Йольський свічник (16 грудня 1935)
- Кільце «Мертва голова» (1 грудня 1937)
- Спортивний знак СА в бронзі
- Почесний кинджал СС
- Почесна шпага рейхсфюрера СС
- Медаль «У пам'ять 1 жовтня 1938» із застібкою з зображенням Празького граду
- Нагрудний знак ремісника в золоті (1 травня 1939)

### Друга світова війна
- Медаль «За вислугу років в НСДАП» в бронзі (10 років) (30 січня 1941)
- Застібка до Залізного хреста 2-го класу (6 грудня 1942)
- Відзнака для східних народів 2-го класу в сріблі (1 січня 1943)
- Застібка до Залізного хреста 1-го класу (20 лютого 1943)
- Німецький хрест в золоті (7 серпня 1943)
- Хрест Воєнних заслуг 2-го (30 січня 1944) і 1-го класу з мечами
- Штурмовий піхотний знак в сріблі (8 червня 1944)
- Лицарський хрест Залізного хреста (30 червня 1944)
- Відзначений у Вермахтберіхт (30 червня 1944)
- Нагрудний знак «За боротьбу з партизанами» в сріблі (15 липня 1944)
- Нагрудний знак «За поранення» в сріблі
- Медаль «За вислугу років у СС» 4-го, 3-го і 2-го ступеня (12 років)